# Pied de glace

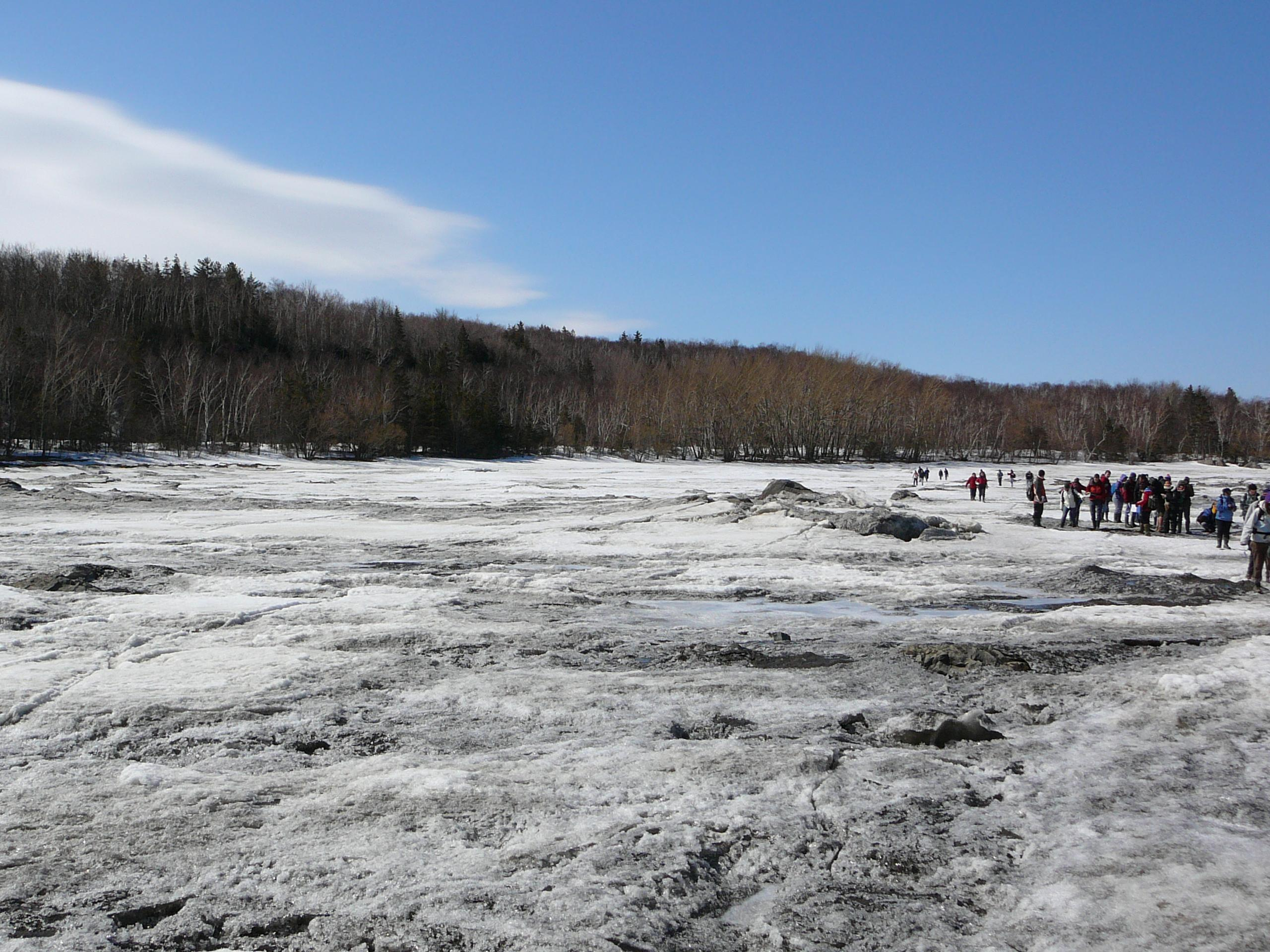
Pied de glace à l'Île d'Orléans, Québec, Canada

Le pied de glace, ou banquette côtière, en anglais ice-foot, est un phénomène saisonnier qui débute lors des premiers épisodes de temps froids sur les littoraux des pays froids. 
Sur les différents types d'étendue d'eau (douce, saumâtre et salée), le gel en début de saison occasionne la formation de petits fragments de Glace. Cette glace dérive en direction des littoraux sous l’action des vagues et des marées. Graduellement, un dépôt de glace se forme sur le rivage. La consolidation de ce dépôt s’effectue à mesure que la saison froide s'installe. Le pied de glace est donc un ramassis de glace de rive qui vient se souder par l’action des marées et du gel. Cette plage de glace monte en altitude et redescend sous l’action des marées. Également, cette masse de glace entraîne une accumulation et un transport de débris d’origines hétéroclites : roches de diverses tailles, dépôts sédimentaires, radeaux de végétations, etc. À la fin de l’hiver, au fur et à mesure que le temps doux revient, le pied se détache en fragments qui partent à la dérive avec les quantités de débris sédimentaires accumulés.